# Puntamento
Il puntamento è l'insieme di procedure mediante le quali si dispone un'arma da fuoco in modo che la traiettoria di un proiettile possa colpire un determinato bersaglio.

## Storia
Il puntamento delle artiglieria, all'inizio del XVI secolo, non essendo determinata la linea di mira, avveniva nel seguente modo: il puntatore cercava il punto più alto del cercine, facendo passare un filo di piombo per il centro della bocca; dopo di ciò collocava sulla culatta il fronte di mira, ossia una tavoletta verticale, attraverso la quale il puntatore prendeva la mira. 
Nella seconda metà del medesimo secolo, venne adottato un quadrante graduato ad alzo mobile; si fissò allora con cera sul cercine un bottone di mira più o meno pronunciato.

## Descrizione
Occorre considerare che la traiettoria non è una curva piana, quindi risulta opportuno distinguere i problemi e le operazioni relative alla proiezione della traiettoria sul piano di tiro (dare l'inclinazione o puntamento zenitale), dai problemi ed operazioni relative alla proiezione della traiettoria sul piano dell'orizzonte (dare la direzione o puntamento azimutale).

## Tipologie
Il puntamento può essere diretto o indiretto: si dice diretto quando si esegue mirando al segno, si dice indiretto quando si mira ad un punto diverso dal segno, detto falso scopo. Questo può essere un punto ben distinto del terreno, oppure un disco, una pallina o altro oggetto simile, che si dispone in una posizione conveniente. Nel primo caso si punta in direzione ed inclinazione simultaneamente mirando al segno con la linea di mira opportunamente disposta; nel secondo caso in direzione mirando al falso scopo, con la linea di mira opportunamente disposta, in inclinazione mediante livello. Il puntamento diretto è il più semplice ed anche il più esatto quando il segno è nettamente visibile dai pezzi: ma questa condizione raramente si verifica.

## Strumenti utilizzati
Per il puntamento occorrono congegni speciali, detti perciò "apparecchi di puntamento", i quali nell'esecuzione determinano per ciascuna delle distanze a cui può trovarsi il bersaglio, la posizione che deve assumere la linea di tiro rispetto all'orizzonte. Poniamo che sia O l'origine della traiettoria ed S il segno: se si dirige la linea di tiro N O al punto S e si fa partire il colpo, il proietto colpisce il punto S situato sotto e lateralmente al segno, di quantità rispettivamente uguali all'abbassamento ed alla derivazione corrispondenti alla distanza del bersaglio dalla bocca del pezzo; abbassamento e derivazioni che sono nulli all'origine della traiettoria e crescono con il crescere della distanza di tiro. Ne consegue che volendo colpire in S è necessario che la linea di tiro abbia una direzione N¹ O diversa dalla precedente, che incontri il piano verticale perpendicolare al piano di tiro e passante per il bersaglio in un punto P che soddisfi alle due condizioni: sia situato sopra il segno di una quantità uguale all'abbassamento, sia spostato lateralmente al segno di una quantità uguale alla derivazione, ma nella parte opposta in cui avviene la derivazione. Evidentemente, non si può in pratica puntare impiegando direttamente come visuale la linea di tiro dirigendola al punto P che non è materializzato nello spazio; perciò si ricorre alle visuali fornite dall'apparecchio di puntamento applicato alla bocca da fuoco ed opportunamente graduato per le diverse distanze (mira). 